# Kaixtiliaix IV
Kaixtiliaix IV o Kaštiliaš IV va ser fill i successor de Xagarakti-Xuriaix com a rei de Babilònia, d'Accàdia, del País de la Mar i de Khana. Va regnar a la meitat del segle xiii aC.
Va fer una expedició a l'Elam a la cerca de matèries primeres però els elamites eren un poder ascendent i el van rebutjar. Llavors va provar amb Assíria a la que va atacar segurament aprofitant que un nou rei acabava de pujar al tron. Però aquest rei, Tukultininurta I (que va regnar cap al 1235 aC fins al 1196 aC) va reaccionar militarment, va derrotar els babilonis i es va presentar a la capital que va conquerir. Kaixtiliaix IV va ser capturat i deportat a Assur. Es va constituir el virregnat de Karduniaix del que el mateix Tukultininurta en va ser el cap, i que va integrar com a part d'Assíria. Va ser administrat per tres governadors o virreis successivament. Una revolta a Babilònia va provocar el saqueig dels temples de la ciutat. La situació d'administració directa assíria es va perllongar set anys al final dels quals una revolta a Babilònia dirigida pels "grans del país" va fer pujar al tron al cassita Adadxumausur (cap al 1227-1226 aC).